# 國民同盟 (日本)

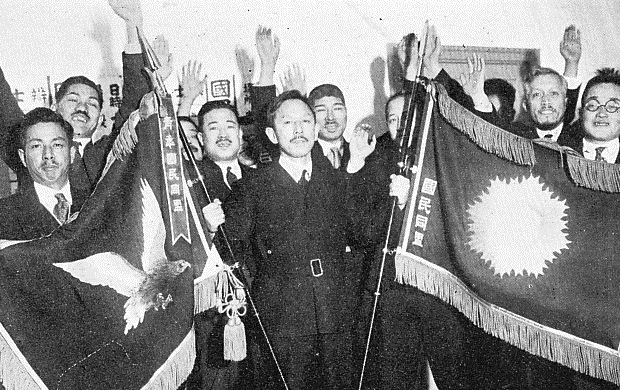
Kokumin Dōmei meeting, 1933

國民同盟，是1930年代活動的日本法西斯主義政黨。

## 歷史
1931年，內務省長安達謙藏支持日本帝國陸軍的未經授權侵入中國東三省和反對幣原喜重郎奉行的外交政策，並被立憲民政黨開除，並與中野正剛，晃風見和其他人在1932年12月22日組成日本右翼政治組織國民同盟。
他們主張實行國家社會主義和由政府管制戰略性新興產業和金融機構，並創建一個日本-滿洲國的經濟聯盟。
該黨主要成員是原立憲民政黨成員，並在日本國會中有32席。並在1934年導致齋藤實內閣倒台。然而，在1935年，許多成員回到了立憲民政黨。在1936年，中野離開了黨形成東方會，與風見加入入近衛文磨的智囊團昭和研究會，因此在1937年大選中由32席降至11席。
1940年6月，國民同盟移至大政翼贊會，7月26日解散。